# Dean Heller
Dean Arthur Heller (Castro Valley, 10 de maio de 1960) é um político norte-americano filiado ao Partido Republicano. Foi Senador do estado de Nevada de 9 de maio de 2011 a 3 de janeiro de 2019. Entre 2007 a 2011, foi membro da Câmara dos Representantes dos Estados Unidos pelo segundo distrito congressional de Nevada.